# Взаимное местоимение
Взаимное местоимение — часть речи, вид местоимения. Выражает отношение к двум и более лицам или предметам. Например: «Они давно знакомы друг с другом» (имеются в виду два человека), «Они часто видят друг друга» (имеется в виду несколько человек).

## В конкретных языках

### Русский
Взаимные местоимения в русском языке обширны благодаря различным предлогам:
- друг (у, за, на, из, для, из-под) друга;
- друг другу;
- друг (о, в) друге;
- друг (с, за, над, под, перед) другом;
- друг (у, из, из-под) дружки;
- друг на дружке;
- друг (с, у, за, под, перед) дружкой;
- один (в, за, на) один;
- один (у, за, на, из, для, из-под) другого;
- один к одному (другому);
- каждый (у, за, на, из, для) каждого;
- каждый (за, над, под, перед) каждым.
- каждый в каждом;
- раз за (на) раз[ом];
- раз к разу;
- от раза к разу;
- тот (у, в, за, на, из, из-под, для) [э]того;
- от того к [э]тому;
- от случая к случаю;
- в конце концов; от начала к началу; от первого ко второму.

### Английский
В английском языке существует только два взаимных местоимения: «each other» (один другого; относится к двум лицам или предметам) и «one another» (друг друга; относится к более чем двум лицам или предметам), которые могут указывать на два и более лиц или предметов, но различие между этими местоимениями часто не соблюдается — предлог, относящийся к «each other» или «one another», ставится перед «each» или «one»: «about each other» (друг о друге), «for each other» (друг для друга). Примеры:
- «We seldom write to each other.» (Мы редко пишем друг другу.);
- «We know everything about each other.» (Мы знаем все друг о друге.).

В именительном падеже взаимные местоимения «each other» и «one another» употребляются в функции дополнения: «I think they love each other.» (Я думаю, что они любят друг друга.), а в притяжательном падеже взаимные местоимения «each other’s» и «one another’s» употребляются в функции определения: «We couldn’t hear each other’s words for the wind.» (Мы не могли расслышать слов друг друга из-за ветра.).
Местоимение «each other» употребляется гораздо чаще.